# Gássajávrre
Gássajávrre, enligt tidigare ortografi Kassajaure, är en sjö i Jokkmokks kommun i Lappland och ingår i Luleälvens huvudavrinningsområde. Sjön har en area på 1,1 kvadratkilometer och ligger 901 meter över havet. Gássajávrres norra del ligger i Stora Sjöfallet Natura 2000-område och den södra delen ligger i Sarek Natura 2000-område. Sjön avvattnas av ett namnlöst biflöde till Guhkesvákkjåhkå och vidare av Sijddoädno som mynnar i vattenmagasinet Tjaktjajávrre vars utlopp är Blackälven.

## Delavrinningsområde
Gássajávrre ingår i det delavrinningsområde (749287-158128) som SMHI kallar för Utloppet av Kassajaure. Medelhöjden är 918 meter över havet och ytan är 5,1 kvadratkilometer. Räknas de 7 avrinningsområdena uppströms in blir den ackumulerade arean 54,24 kvadratkilometer. Blackälven som avvattnar avrinningsområdet har biflödesordning 3, vilket innebär att vattnet flödar genom totalt 3 vattendrag innan det når havet efter 356 kilometer. Avrinningsområdet består mestadels av kalfjäll (77 procent). Avrinningsområdet har 1,15 kvadratkilometer vattenytor vilket ger det en sjöprocent på 22,5 procent.